# Msuata buettneri
Msuata es un género monotípico de plantas fanerógamas perteneciente a la familia de las asteráceas. Su única especie, Msuata buettneri, es originaria de la República Democrática del Congo.

## Taxonomía
Msuata buettneri fue descrita por Karl August Otto Hoffmann y publicado en Nat. Pflanzenfam. (Engler & Prantl) iv. 5 (1893) 388.